# 1836 en droit
Cet article présente les faits marquants de l'année 1836 en droit.

## Événements

### Décembre
- 15 décembre : Edmond Picard : Jurisconsulte belge, avocat à la cour d'appel de Bruxelles et à la Cour de cassation il fut bâtonnier, professeur de droit, écrivain, Sénateur et journaliste (décédé le 19 février 1924).